# Puffinus assimilis
La pardela chica (Puffinus assimilis) es una pequeña ave de la familia de los petreles o patines (Procellariidae). Es a veces llamada pardela chica del sur, para distinguirla de la pardela chica del norte (Puffinus baroli), con la que anteriormente formaba una misma especie.

## Descripción

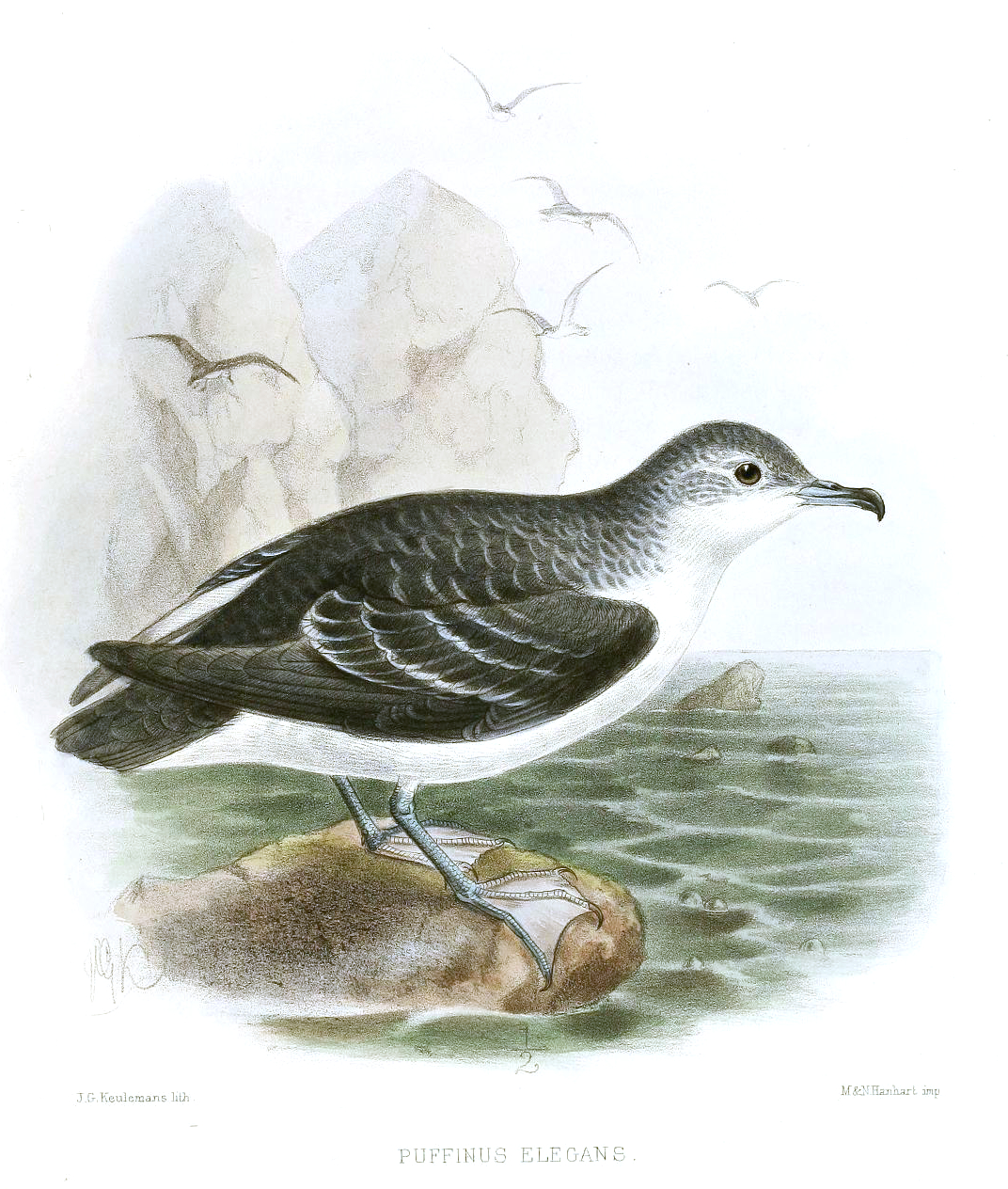
P. assimilis

La pardela chica tiene 25-30 cm de longitud media, y 58-67 cm de envergadura. Es muy similar a la pardela pichoneta (Puffinus puffinus), pero sus alas son proporcionalmente más cortas y añas, con una zona pálida en las plumas interiores. Su pico es más esbelto que el de la pardela común, y su ojo oscuro destaca en medio de un plumaje blanco.

## Taxonomía
Actualmente se aceptan 5 subespecies con datos de ADN que indican que la pardela chica del norte (P. boydi y P. baroli) se encuentran más próximas a la pardela de Audubon (Austin 1996, Heidrich et al. 1998), y P. myrtae se encuentra más próxima a la pardela del Pacífico y posiblemente la pardela de Townsend (Austin et al. 2004). La pardela de Heinroth a veces también ha sido considerada una subespecie de la pardela chica; la relación entre la pardela chica y la pardela de Audubon no es tan estrecha como se creía (Austin 1996, Heidrich et al. 1998, Austin et al. 2001, véase también Penhallurick & Wink 2004, y Rheindt & Austin 2005).

## Distribución
Esta especie habita en los océanos del hemisferio sur, normalmente más allá del Trópico de Capricornio. Nidifica en colonias en islas y acantilados costeros, en pequeñas madrigueras que sólo son visitadas de noche para evitar la depredación de las grandes gaviotas.

## Conducta
Esta especie tiene el típico vuelo sesgado de su género, maniobrando de un lado a otro con pocos aleteos y con las puntas de las alas casi tocando el agua, pero con viento ligero aletea con más frecuencia que sus parientes de mayor tamaño. Habitualmente adopta una postura de vuelo en forma de cruz, con sus alas en ángulos derechos con el cuerpo, superponiendo el dorso negro y el vientreblanco sobre la superficie del mar.
Se alimenta de peces y moluscos. Es una especie silenciosa, pero por la noche, las colonias de cría se llenan de llamadas y graznidos.
Se trata de una especie gregaria, que puede verse en gran número, especialmente durante el período de migración en otoño.